# Драгорад Малешевић
Драгорад Малешевић, познат под надимком Дракче, измишљени је лик и један од главних јунака телевизијске серије Мој рођак са села. Осмислио га је Радослав Павловић а тумачио Драган Јовановић.

## Лик
Драгорад живи у селу Кикојевцу, с породицом коју чине његов отац Рајко (Танасије Узуновић), супруга Милена (Дубравка Мијатовић) те њихово двоје деце, син Малиша (Лазар Дубовац) и ћерка Невена (Миона Радојковић). Имају велико имање које обрађују, док Дракче и Рајко са својим оркестром наступају на прославама. Дракче се често жали на тежак живот сељака и провоцира оца опаскама да треба да му препише имање. Услед повратка насловног јунака, пуковника Миломира Вранића (Војин Ћетковић), у родно место, Дракче и он се присећају млађих дана и поново проживљавају неке ситуације. Дракче је емотивно везан за свог коња, Дората.
Драгорад је представљен као велики заводник и кроз серију остварује више авантура с различитим женама. Након што је упознао Рајну, професорку музичког (Вјера Мујовић), одлучио је да се с њом пресели у Врњачку Бању. Распад породице употпунила је превара и каснији Миленин одлазак од куће, као одговор на његово понашање.

## Утицај
Многе реплике које је изговорио у серији постале су популарне међу публиком. Уметник Андреј Јосифовски насликао је у Сан Дијегу мурал с ликом глумца и једним од цитата из серије.
Улога Драгорада Малешевића једна је од најпознатијих у каријери Драгана Јовановића. Он је касније за медије говорио о томе да је наставак серије био у плану, али да је реализација изостала због неспоразума аутора са руководством РТС-а.